# الخوارين (النغامشة)
الخوارين هو دُوَّار يقع بجماعة إزحيليكة، إقليم الخميسات، جهة الرباط سلا القنيطرة في المملكة المغربية. ينتمي الدوّار لمشيخة النغامشة التي تضم 7 دواوير. يقدر عدد سكانه بـ 1093 نسمة حسب الإحصاء الرسمي للسكان والسكنى لسنة 2004.

## روابط خارجية
- البوابة الوطنية للجماعات الترابية
- المندوبية السامية للتخطيط